# Aprophata
Aprophata es un género de escarabajos longicornios de la subfamilia Lamiinae.

## Especies
- Aprophata aurorana Vives, 2009
- Aprophata eximia (Newman, 1842)
- Aprophata eximioides Breuning, 1961
- Aprophata hieroglyphica Vives, 2009
- Aprophata nigrescens Breuning, 1973
- Aprophata notha (Newman, 1842)
- Aprophata quatuordecimmaculata Breuning, 1947
- Aprophata ruficollis Heller, 1916
- Aprophata semperi (Westwood, 1863)
- Aprophata vigintiquatuormaculata Schwarzer, 1931